# Olga Sehnalová (poslankyně českého parlamentu)
Olga Sehnalová (18. února 1941 – 1. února 2020 Kojetín) byla česká politička, v 90. letech 20. století a počátkem 21. století poslankyně Poslanecké sněmovny za ČSSD.

## Biografie
Vystudovala agronomickou fakultu Vysoké školy zemědělské v Brně. Pracovala jako agronomka a fytotechnička. V letech 1966-1970 byla členkou KSČ, z níž byla v dubnu 1970 vyškrtnuta.
Ve volbách v roce 1996 byla zvolena do poslanecké sněmovny za ČSSD (volební obvod Jihomoravský kraj). Mandát obhájila ve volbách v roce 1998 a ve sněmovně setrvala do voleb v roce 2002. V letech 1996–2002 byla členkou sněmovního zemědělského výboru a v letech 1998–2002 navíc místopředsedkyní výboru pro evropskou integraci.
V roce 1997 byla zvolena do předsednictva ÚVV ČSSD. V roce 1998 se uvádí i jako předsedkyně Okresního výboru ČSSD Kroměříž. Před sněmovními volbami roku 2002 ji předsednictvo ČSSD doporučilo na přední místo kandidátní listiny, nakonec ale po primárkách obsadila až 10. pozici na kandidátce ČSSD pro Zlínský kraj.
V komunálních volbách roku 1994, komunálních volbách roku 2002 a komunálních volbách roku 2006 byla zvolena do zastupitelstva města Kroměříž za ČSSD. Profesně se uvádí jako agronomka. V období let 1994–1998 působila na postu místostarostky Kroměříže.
Její dcera Olga Sehnalová byla v letech 2009-2019 poslankyní Evropského parlamentu, rovněž za ČSSD.